# Журавка (притока Тилігулу)
Жура́вка (інша назва — Журівка) — річка в Україні, в межах Березівського і Подільського районів Одеської області. Права притока Тилігулу (басейн Чорного моря).

## Опис
Довжина 63 км, площа водозбірного басейну 709 км². Долина коритоподібна, завширшки 2,5 км, завглибшки до 80 м. Заплава завширшки до 600 м. Річище помірно звивисте, завширшки 5 м (в пониззі), замулене, на окремих ділянках розчищене; влітку річка пересихає. Споруджено кілька ставків. Використовується на господарські потреби та зрошення.

## Розташування
Журавка бере початок біля села Новоселівки. Тече переважно на південний схід. Впадає до Тилігулу на південний схід від села Стрюкового.